# Roberto Briglia
Roberto Briglia (Massa, 10 novembre 1949) è un giornalista e dirigente d'azienda italiano.

## Biografia
Si laurea in Scienze politiche all'Università Statale di Milano; durante gli anni dell'università fa militanza attiva nel movimento Lotta Continua.

Dopo la laurea inizia la sua attività professionale come giornalista. Dal 1977 al 1979 è direttore di Radio Popolare, poi lavora al quotidiano Reporter con Enrico Deaglio. Successivamente sale alla direzione di "Tempo Illustrato" e "Linea Uomo".
Nel 1990 diventa direttore di Epoca. Nel 1994 passa alla direzione editoriale di TV Sorrisi e Canzoni e di tutte le riviste della Silvio Berlusconi editore. Nel 1996 è nominato direttore editoriale dei periodici del Gruppo Mondadori. Poi è chiamato a dirigere Panorama (1997-2000).
Terminata l'attività giornalistica, entra nel Gruppo Mondadori con ruoli di responsabilità editoriale.
Dal 2000 al 2012 è stato direttore generale della divisione periodici del Gruppo Mondadori ed ha ricoperto le cariche di amministratore delegato di "Hearst Mondadori" e "Aci Mondadori", nonché di presidente di "Press Tv" e direttore generale di "Rodale Mondadori".
Lasciata la Mondadori alla fine del 2012, ha costituito con Gianni Vallardi la «BVMultimedia», società attiva nella fornitura di servizi multimediali alle imprese. Nell'agosto 2013 BVMultimedia ha acquisito «Reed Business Information Italia», che viene ridenominata «DBInformation S.p.A». Tra le principali società controllate da BVMultimedia vanno citate le seguenti:
- «Mimesi» (servizi all'informazione);
- «Selpres»[4];
- «Files Communication» (nota come Braingiotto)[5].

Roberto Briglia è stato anche vicepresidente della Federazione Italiana Editori Giornali per il biennio 2012-2014.

## Vita privata
Si è sposato due volte. Dal primo matrimonio, con la giornalista Claudia Lovati, ha avuto Francesco (1971), giornalista a sua volta. Dal secondo matrimonio, con Vera Montanari, direttrice di «Grazia» e «Flair», è nato Emanuele (1993).